# درويش أباد (غرغان)
درويش أباد (بالفارسية: درویش‌آباد) هي قرية تقع في غلستان في إيران. يقدر عدد سكانها بـ 380 نسمة .